# 雷奥捷
雷奥捷（法語：Réotier，法語發音：[ʁeɔtje]）是法国上阿尔卑斯省的一个市镇，位于该省东部偏北，属于布里扬松区。

## 地理
雷奥捷（44°39'50"N, 6°35'24"E）面积22.33 平方千米，位于法国普罗旺斯-阿尔卑斯-蓝色海岸大区上阿尔卑斯省，该省份为法国东南部内陆省份，北起萨瓦省，西北接伊泽尔省，西南接德龙省，南至上普罗旺斯阿尔卑斯省，东北部与意大利接壤。
与雷奥捷接壤的市镇（或旧市镇、城区）包括：尚塞拉、沙托鲁莱萨尔普、埃格利耶尔、吉耶斯特尔、迪朗斯河畔圣克莱芒、圣克雷潘。

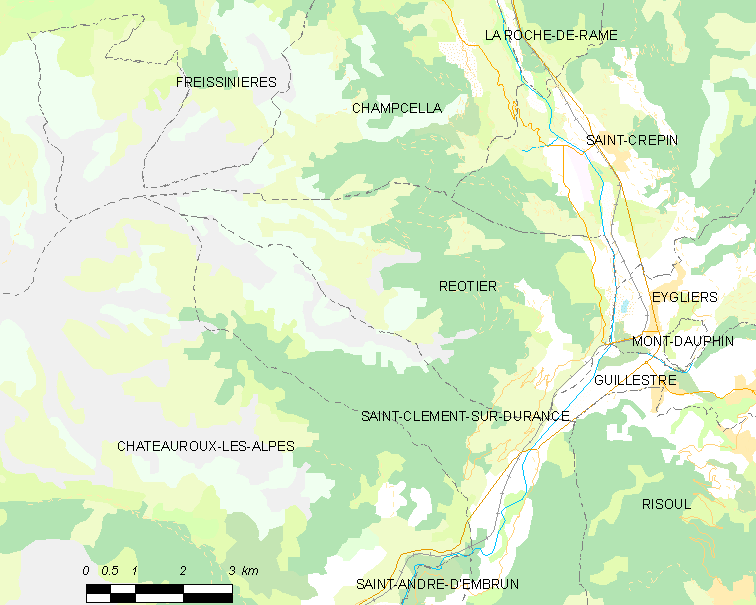
雷奥捷的OSM定位图

雷奥捷的时区为UTC+01:00、UTC+02:00（夏令时）。

## 行政
雷奥捷的邮政编码为05600，INSEE市镇编码为05116。

## 政治
雷奥捷所属的省级选区为吉耶斯特尔县。

## 人口

1962-2008年间雷奥捷人口变化图示

雷奥捷于2022年1月1日时的人口数量为213人。